# Carmageddon: Fahr zur Hölle
Carmageddon ist ein Fahrzeug-Kampf-Spiel, das 1997 für Personal Computer erschien. Es ist der erste Teil der Carmageddon-Serie. Er wurde von Stainless Software produziert und von Sales Curve Interactive veröffentlicht. Eine Erweiterung namens Splat Pack erschien ebenfalls 1997 mit neuen Strecken, Fahrzeugen und 3dfx Unterstützung. Erweiterung und Hauptversion erschienen zusammen erneut als Carmageddon Max Pack.
2011 konnte Stainless Games die Rechte von Square Enix Europe zurückkaufen. Es erschien 2012 eine Portierung für iOS und 2013 eine Version für Android.

## Entwicklung
Die Grundidee war ein Rennspiel zu entwickeln, das darauf ausgelegt war, dass der Spieler andere Autos auch rammen darf. Zunächst war angedacht, die Lizenz für den Film Mad Max zu erwerben. Nachdem dies scheiterte und der Film Death Race 2000 kurz vor der Veröffentlichung stand, versuchte man dessen Namen zu verwenden. Das Spielprinzip wurde neben der Zerstörung von Gegnern um das Überfahren von Passanten erweitert. Ursprünglich war vorgesehen, dass der Spieler Punktabzug für getötete Spaziergänger erhält. Eine Physik-Engine, jederzeit aufrufbare Replayfunktion und Fahrzeugdeformationen wurden integriert. Um die Levels mit der vorhandenen Rechenleistung darzustellen, wurde die Zerstörbarkeit der Objekte erst kurz vor dem Aufprall berechnet.

## Zensur
Das Originalspiel wurde von der BPjM indiziert. In Deutschland erschien eine entschärfte Version, in der menschliche Passanten in Roboter umgewandelt wurden. Auch im Vereinigten Königreich erschien eine entschärfte Fassung, die die Handlung abänderte und für das Überfahren von Passanten keine Punkte vergab.

## Rezeption
Die Grafik sei langsam und die Fahrzeuge brechen leicht aus. Die Landschaft erscheine schlagartig. Das Spielprinzip, bei dem auch außerhalb der Rennstrecke gefahren wird und es ausschließlich um die Zerstörung der Gegner gehe, sei fesselnd und auch für Spieler geeignet, die Rennspiele nicht mögen. Der Spieler könne sich voll austoben. In SVGA Auflösung sei die Bildrate hingegen nicht stabil, da Unterstützung für 3D-Beschleuniger fehlten. Zudem sei die Übersichtskarte nicht dauerhaft eingeblendet. Die Ähnlichkeit von Spielprinzip und einigen Fahrzeugen zum Film Death Race 2000 sei augenscheinlich.